# Ixias flavipennis
Ixias flavipennis är en fjärilsart som beskrevs av Grose-smith 1885. Ixias flavipennis ingår i släktet Ixias och familjen vitfjärilar. Inga underarter finns listade i Catalogue of Life.